# 非女子図鑑
『非女子図鑑』（ひじょしずかん）は、2009年5月30日公開の日本映画。「占いタマエ!」、「魁!!みっちゃん」、「B（ビー）」、「男の証明」、「混浴heaven」、「死ねない女」の6本立てオムニバス作品。
ロサンゼルスで開催された映画祭「Japan Film Festival Los Angeles」のプログラム「Picture Battle」に、『混浴 heaven』がエントリーし、オースミユーカ監督が優秀監督賞を受賞。ビデックスJPが、2009年11月25日より、ダウンロード型レンタルショップ「ビデックスJP」にてスタンダード版とHD版を独占配信。

## オープニング
キャスト
- イブ：鳥居みゆき - 「非女子」の起源となった始祖。
- アダム：大友陸 - イブとは正反対の存在（いわゆる草食男子）にあたる始祖。

スタッフ
- プロデューサー：一ノ宮嘉道、岡元一徳
- 撮影：田辺司
- 照明：箕輪栄一
- 録音：佐藤公章、小泉一真
- 音響効果：松下俊彦
- 美術：福田宣
- 助監督：高橋雄三
- 音楽：スキャット後藤
- 脚本・監督：清水崇

## 占いタマエ!
キャスト
- タマエ：足立梨花 - 占い依存の女。
- 神主：スネオヘアー
- キャサリン：アナンダ・ジェイコブス
- タマエの母：渡辺杉枝

スタッフ
- プロデューサー：鍜川早人、永井千裕、内井康裕、赤塚将和、榎本雅之
- 撮影・照明：木村信也
- 録音：佐藤公章
- 音響効果：松下俊彦
- 美術：鈴木阿弥
- 助監督：土岐洋介、三村薫
- 音楽：スキャット後藤
- 脚本・監督：豊島圭介

## 魁!!みっちゃん
キャスト
- みっちゃん（石丸光子）：山崎真実 - ただ闘う女。
- タク：坂口拓
- タナカ：ジジ・ぶぅ

スタッフ
- プロデューサー：関根繁樹、加藤万由子、井浪達也、藤井照久
- 脚本：江本純子
- 音楽：松石ゲル
- 殺陣：カラサワイサオ
- 撮影：Shu G.百瀬
- 照明：太田博
- 美術：福田宣
- 助監督：高明
- 監督：山口雄大

## B（ビー）
キャスト
- 美帆（菅山美帆）：月船さらら - ノーブラの女。
- 圭吾（大和圭吾）：田中幸太朗
- 千代：落合恭子
- 清水：泉原豊

スタッフ
- プロデューサー：岡田公子、北川潤、岡田竜太、斎藤梨恵、木村明史
- 脚本：櫻井剛
- 撮影・照明：安田光
- 録音：永口靖
- 美術：福田宣
- 助監督：亀谷英司
- 音楽：野崎美波
- 監督：深川栄洋

## 男の証明
キャスト
- 女優（唐沢純）：片桐はいり - 男を演じたい女。
- 男優1：菅原永二
- 男優2：小西遼生
- 男優3：ノゾエ征爾
- 亀井透（監督）：品川徹
- プロデューサー：池田鉄洋

スタッフ
- プロデューサー：イタミタカオ、清水徹也、江上知子、鈴木達郎、藤井一
- 脚本：吉川菜美
- 撮影：ふじもと光明
- 照明：丸山千晴
- 録音：星照光
- 美術：福田宣
- 助監督：菊池夢高
- 監督：川野浩司

## 混浴heaven
キャスト
- 千晶：江口のりこ - 混浴好きの女。
- 青年：深水元基
- 混浴客：綾田俊樹

スタッフ
- プロデューサー：前田和男、渡辺貴弘、宮越博子、谷國大輔
- 脚本：吉川菜美
- 音楽：村上なぎさ
- 撮影：松島孝助
- 照明：金子浩治
- 録音：蓬田智一
- 美術：島田淳
- 助監督：菱沼康介
- 監督：オースミユーカ

## 死ねない女
キャスト
- 涼子（中谷涼子）：仲里依紗 - 自殺に走る女。
- デカ長・松下：佐藤二朗
- 野村（刑事）：小松和重
- 江川（刑事）：長谷川朝晴

スタッフ
- プロデューサー：瀧川里恵、小西将之
- 脚本：福田雄一
- 音楽プロデューサー：田井モトヨシ
- 音楽：鈴木俊介
- 撮影：中野貴大
- 照明：喜多村治輝
- 録音：瀬谷満、西條博介
- 美術：寺尾淳
- 助監督：島添亮
- 監督：塚本連平

## 共通スタッフ
- エクゼクティブプロデューサー：河井信也、武藤起一、竹平時夫
- チーフプロデューサー：梅川治男、松岡周作
- 企画原案：田村明日香
- 統括プロデューサー：田村明日香、牧野秀人、一ノ宮嘉道、池田幸治、岡元一徳
- アソシエイトプロデューサー：壷井大輔
- 主題歌：『エクスプレス』nangi（ナンジ）
- 製作：「非女子図鑑」製作委員会（ニューシネマワークショップ、エピックレコードジャパン、ビデックス、ディー・キューブ、ボイス＆ハート、ブループリント）
- 製作プロダクション：ニューシネマワークショップ
- 配給：ニューシネマワークショップ、グアパ・グアポ